# Jewel☆Rouge
Jewel☆Rouge（ジュエル・ルージュ）は、日本の女性アイドルグループ。Arc Jewel（アークジュエル）所属。通称「るーじゅ」。

## 概要
ArcJewelが様々な魅力を持った「Jewel（=宝石）」が集まる「Garden（=庭園）」をコンセプトにしたアイドルプロジェクト「Jewel Garden」の第2弾グループとして結成し、グループ名は「Jewel（ジュエル）」に赤を意味するフランス語の「Rouge（ルージュ）」を組み合わせたもの。
テーマカラーの赤は可愛くもあり、情熱的で、キラキラと輝くアイドル目指して、2017年12月8日のお披露目ライブから活動を開始。
2023年6月3日の「Jewel☆Rouge現体制Last LIVE＆花宮ことり・榎本佳純卒業公演」をもって活動終了。その後同じ事務所の先輩ユニットに当たる「Jewel☆Neige」と統合する形で「Jewel☆Mare&Rouge」（ジュエル・マーレンルージュ）として活動を続けたが、2024年3月30日をもって“現体制終了”という形で活動を停止しており、明確に解散を表明していないものの2025年6月時点で活動再開のアナウンスはされていない。

## 略歴

### 2017年
- 11月30日、新グループJewel☆Rougeの結成と、12月8日にお披露目されることが発表された[4]
- 12月6日、オフィシャルブログにてJewel☆Rougeのアーティストビジュアルの公開と、12月8日のステージデビューが発表された[5]
- 12月8日、AKIBAカルチャーズ劇場にて行われた「愛乙女☆DOLL×Jewel☆Neige合同公演」のオープニングアクトでステージデビュー [6]
- 12月15日、TwinBoxAKIHABARAにて初の単独公演を開催。AJカヴァー曲「ミラクル☆エレメンツ」「GO!!MY WISH!!」初披露[7]
- 12月17日、マイナビBLITZ赤坂にて初の対バンライブに出演[8]

### 2018年
- 1月11日、「るーじゅ単独ワンコイン公演2018」にてAJカヴァー曲「壊して、純情」初披露[9]
- 1月19日、TwinBoxAKIHABARAにて初のバースデーライブを開催[10]
- 1月25日、秋葉原ZESTにて初の定期公演を開催[11]
- 2月1日、「木曜定期公演vol.2」にてAJカヴァー曲「You are a star!」初披露[12]
- 2月11日、「Jewel Beat!!2018 ～バレンタインSP～ in 渋谷WWWX」にてAJカヴァー曲「ビターチョコ・バレンタイン」初披露[13]
- 2月14日、アキスタ：秋葉原スタジオにて初の撮影会を開催[14]
- 2月18日、新木場STUDIO COASTで行われた「まけんグミフェス☆2018」にてAJカヴァー曲「流れ星」 初披露[15]
- 3月1日、「木曜定期公演vol.6」に橘はるか(Ange☆Reve)がゲスト出演し、「恋愛☆下克上！」はるるコラボバージョン 初披露[16]
- 3月29日、「木曜定期公演vol.9」にて「恋愛☆下克上!」6人バージョン初披露[17]
- 4月1日、新メンバーオーディション2018を開催(4月22日まで)[18]
- 4月5日、「木曜定期公演vol.10」にて AJカヴァー曲「君とゆびきり」初披露[19]
- 4月7日、「ブロマイドインストア公演」にてAJカヴァー曲「Lovely Days」初披露[20]
- 6月7日、桃璃美夢が学業に専念するため、6月9日出演のライブをもって脱退することを発表 [21]
- 6月13日、水川優が諸事情により、6月15日以降のライブ出演予定が現在ないことを発表 [22]
- 6月14日、オフィシャルブログにて新メンバー花宮ことり、木花萌、咲舞のどか、吉野ひかりのアーティストビジュアルの公開と、6月15日のステージデビューを発表 [23]
- 6月15日、Twin Box AKIHABARAにて行われた「るーじゅ金曜公演」にて新体制のお披露目と初のオリジナル曲『思い出のルージュ』初披露[24]
- 6月22日、6月20日に急遽体調不良で休演した矢吹愛が体調回復に時間を要するため、6月23日以降しばらくの間のライブ休演を発表 [25]
- 6月30日、7月から橘はるかが期間限定サポートメンバーとして活動することを発表 [26]
- 7月7日、「アイドル横丁夏まつり!!2018」に初出演、橘はるかのサポート活動がスタート[27]
- 8月3日、「TOKYO IDOL FESTIVAL 2018」に初出演 [28]
- 8月4日、 DOLL FACTORYにてAJカヴァー曲「超絶☆はっぴー！じぇねれーしょんっ！」 初披露[29]
- 8月19日、白金高輪SELENE b2にて行われた「Jewel Beat!! 2018.8月vol.2」にてオリジナル曲『嘘つきアンスリウム』を初披露[30]
- 8月25日、「@JAM EXPO 2018」に初出演[31]
- 9月20日、Jewel☆Rougeオフィシャルサイトがオープン[32]
- 11月14日、病気療養中の矢吹愛が、回復に至らずグループを脱退することを発表 [33]
- 11月15日、水川優の契約に違反する行為があったため、グループ脱退並びに契約解除を発表 [34]
- 11月16日、AKIBAカルチャーズ劇場で行われた「Jewel☆フェス！vol.2」にて新アーティスト写真とティザー映像をお披露目[35]
- 11月22日、「木曜定期公演 vol.25」にてAJカヴァー曲「虹を見たか」初披露[36]
- 12月2日、TSUTAYA O-Crestで1周年記念ライブ「Jewel☆Rouge 1st Anniversary LIVE」を開催。新衣装、オリジナル曲『私なりの恋愛至上主義』を初披露[37]

### 2019年
- 1月12日、TSUTAYA O-Crestにて初の主催LIVE「-赤色至上主義- ～第一弾～」を開催[38]
- 2月8日、桜羽那奈が体調不良のため3月7日の「木曜定期公演」をもって卒業、同日にサポートメンバー橘はるかのサポート期間も終了することを発表 [39]
- 3月7日、「木曜定期公演 vol.31-橘はるか、桜羽那奈卒業公演-」をもって桜羽那奈が卒業、橘はるかのサポート期間が終了[40]
- 3月19日、候補生の花宮ことり、咲舞のどかの正規メンバーへの昇格と木花萌、吉野ひかりの候補生およびグループ活動を4月18日の木曜定期公演で終了することを発表 [41]
- 4月4日、「木曜定期公演 vol.32」にてスピンオフユニットLapin♡Tiaraが初お披露目[42]
- 4月18日、「木曜定期公演 vol.33」をもって木花萌、吉野ひかりが候補生活動終了[43]
- 4月27日、TSUTAYA O-Crestで行われた「新体制お披露目LIVE」にて新候補生成瀬かこ、月美たまご、榎本佳純の3名とオリジナル曲『Shooting Star』『スターマイン』初披露[44]
- 6月23日、「有沢美亜生誕SP」にて9月17日に1stシングルリリース決定を発表、AJカヴァー曲「Bargain Girl」初披露[45]
- 6月27日、「木曜定期公演 vol.36」にてオリジナル曲『RUBY』初披露[46]
- 8月17日、東京キネマ倶楽部で初のワンマンライブ「Jewel☆Rouge 1stワンマンLIVE」を開催。新衣装、オリジナル曲『いくぞ革命GIRL』『君と僕のJEWEL』初披露。12月に2ndワンマンLIVEの開催決定を発表[47]
- 8月24日、「@JAM EXPO 2019」に出演[48]
- 9月17日、1stシングル『スターマイン』をリリース[49]
- 11月16日、Jewel☆Rouge主催２マンライブ「赤色至上主義」を開催。オリジナル曲『A♡』初披露[50]
- 12月15日、白金高輪SELENE b2で2ndワンマンライブを開催。新衣装、オリジナル曲『Platonic』『Royal Red Queen』初披露。2020年春に2ndシングルリリース決定を発表[51]

### 2020年
- 1月5日、Zepp Tokyoで行われた「ArcJewel Beat!! 2020～Zeppで夢のAJ祭～」に出演、AJ全員曲「シンガロンソン」初披露、8月に中野サンプラザにて「AJ祭vol.2」の開催を発表[52]
- 1月12日、1月23日の定期公演をもって成瀬かこが候補生を辞退、月美たまご、榎本佳純が正規生への昇格と、2月2日の卒業ライブをもって有沢美亜が卒業することを発表 [53]
- 1月23日、定期公演をもって成瀬かこが候補生を辞退、月美たまご、榎本佳純が正規生に昇格[54]
- 2月2日、Zirco Tokyoで行われた「有沢美亜卒業ライブ」をもって有沢美亜が卒業[55]
- 3月5日、「木曜定期公演 vol.52」にて2ndシングル表題曲『黎明solidarity』初披露[56]
- 5月12日、2ndシングル『黎明solidarity』をリリース[57]
- 8月8日、YouTubeチャンネル「るーじゅチャンネル」開設[動画 1]。
- 10月10日、「Jewel☆Rouge-花宮ことり生誕SP-」にてオリジナル曲『いつかのストラグル』初披露[動画 3][58]
- 11月28日、榎本佳純が諸事情により一時活動休止することを発表[59]
- 12月19日、榎本佳純の2021年3月31日までの謹慎処分を発表[60]
- 12月20日、浅草花劇場で3周年記念ワンマンライブを開催。新SE、新衣装、オリジナル曲『ヘブンズアンセム』『ダイキライレンズ』初披露。新メンバー芹野梓桜、橋本りんをお披露目[61]

### 2021年
- 3月20日、USEN STUDIO COASTで行われた「ArcJewel New Year LIVE 2021」にて榎本佳純が復帰 [62]
- 4月25日、「星野白花バースデーライブ」にて3rdシングル表題曲『マイセオリー』初披露[63]
- 6月29日、3rdシングル『マイセオリー』をリリース[64]
- 8月13日、火曜定期公演にて新メンバー三戸りりかの加入を発表も[65]予定していた8月17日の火曜定期公演でのお披露目は延期となった[66]
- 8月30日、SHOWROOM配信にて星野白花が12月開催の「Jewel☆Rouge4周年ライブ」をもって卒業することを発表 [67]
- 9月6日、月美たまご、橋本りんが規律を守れない事態が度重なり、話し合いを重ねるも解決に至らず、グループ脱退することを発表  [68]
- 9月18日、Zepp Tokyoで行われた「AJ祭大成功記念!! ArcJewel 10周年感謝の1000円ライブ」にて新候補生三戸りりかお披露目[69]
- 12月7日、火曜定期公演にて12月30日で候補生の芹野梓桜の活動辞退、また星野白花の卒業後、サポートメンバーとしての活動も12月30日まで行うことを発表[70]
- 12月12日、harevutaiで「4th Anniversary＆星野白花卒業ライブ」を開催[71]
- 12月30日、「AJ2021ラスト単独ライブ」をもって星野白花のサポートメンバー活動[72]と芹野梓桜の候補生活動が終了[73]

### 2022年
- 1月18日、火曜定期公演にて三戸りりかの正規メンバー昇格を発表[74]
- 2月9日、公式ブログにて2月12日の「ArcJewelバレンタインライブ2022」でお披露目する新メンバー森咲ひなの、伊芸彩を発表[75]
- 11月8日、森咲ひなのが体調不良の為、暫くの間活動を休止し、休養することを報告[76]
- 12月3日、harevutaiで「5周年記念LIVE-Red Gaillardia-」を開催[77]
- 12月30日、森咲ひなのが話し合いの結果2022年12月31日をもってJewel☆Rougeを脱退[78]

### 2023年
- 2月11日、「ArcJewelバレンタインライブ2023」にて4thシングル表題曲『Heart in Blue』初披露[79]
- 2月22日、「Jewel☆Rouge水曜定期公演」にてオリジナル曲『One & Only』初披露[80]
- 4月12日、「Jewel☆Rouge水曜定期公演」にて花宮ことり、榎本佳純が6月3日開催の主催公演をもって卒業することを発表[81]
- 4月23日、TOKYO GRAVURE IDOL FESTIVALとの連動企画「春のTGIF 週プレ賞 2023」に、グループを代表して伊芸彩、花宮ことり、三戸りりかが参加[82]。
- 4月25日、4thシングル『Heart in Blue』をリリース[83]
- 5月10日、「Jewel☆Rouge水曜定期公演」にて6月3日開催の花宮ことり榎本佳純卒業ライブをもってJewel☆Rougeは現体制での活動を終了し、咲舞、三戸、伊芸もJewel☆Rougeメンバーとしての活動を終了することを発表[84]
- 5月20日、「AJ週末公演♪」にてJewel☆Rouge・Jewel☆Mareが合併し「Jewel☆Mare&Rouge」（通称：マーレンルージュ）のメンバーとして咲舞、伊芸が活動することを発表[85]
- 5月24日、「Jewel☆Rouge水曜定期公演」にて三戸が「愛乙女☆DOLL（チームL）」メンバーとして活動することを発表[86]
- 6月3日、「Jewel☆Rouge現体制Last LIVE＆花宮ことり・榎本佳純卒業公演」をもって花宮、榎本が卒業、Jewel☆Rougeは現体制での活動終了[87]。

### 2024年
- 1月17日、Jewel☆Mare＆Rouge公式Xにて3月30日東京キネマ倶楽部にて開催の公演をもって現体制での活動を終了することの報告と咲舞、伊芸のグループ卒業を発表[88]。
- 2月に開催された「TGIF Photo Session 週プレ賞 2024」で伊芸がベスト30入り[89]。
- 3月16日、咲舞のどか、花宮ことり、榎本佳純、三戸りりか、伊芸彩の5人で「Jewel☆Rouge 1日限りの復活LIVE！！」を開催[90]
- 3月30日 東京キネマ倶楽部にて行われた「Jewel☆Mare＆Rouge-現体制ラストライブ-」をもって現体制での活動を終了[3][91]。これによりJewel☆Rougeは初お披露目から6年3ヵ月に及ぶ活動に一旦幕を下ろす。また、咲舞のどかが新メンバーとして4月21日開催の愛乙女☆DOLL（チームL）1stワンマンライブ『Connect』にてプレデビューし、4月28日『アイドルジェネレーション vol.63 ゴールデンウィークSP』より活動することが発表された[92]。

## メンバー

### 現体制Last LIVE時のメンバー
| 名前        | よみ            | ニックネーム | 生年月日                      | 血液型 | 出身地 | 備考                                                                        |
| ----------- | --------------- | ------------ | ----------------------------- | ------ | ------ | --------------------------------------------------------------------------- |
| 咲舞 のどか | さくま のどか   | のどか       | 1996年7月31日（28歳）         | AB型   | 東京都 | Jewel☆Mare&Rougeメンバー、2024年4月から愛乙女☆DOLL（チームL）メンバーで活動 |
| 花宮 ことり | はなみや ことり | ことり姫     | 1995年10月20日（29歳）        | B型    | 東京都 | 2023年6月3日卒業                                                            |
| 榎本 佳純   | えのもと かすみ | えのぽん     | 1998年7月10日（26歳）         | A型    | 新潟県 | 2023年6月3日卒業                                                            |
| 三戸 りりか | みと りりか     | みとちゃん   | 1999年1月12日（26歳）         | A型    | 大阪府 | 愛乙女☆DOLL（チームL）メンバーで活動（2025年5月10日で卒業）                 |
| 伊芸 彩     | いげい あや     | あやや       | 3月2日(年齢非公開 53歳)/60歳) | AB型   | 大阪府 | 2024年3月Jewel☆Mare&Rouge卒業。                                             |

### 旧メンバー
| 名前        | よみ            | ニックネーム | 生年月日               | 血液型 | 出身地   | 備考                                                                    |
| ----------- | --------------- | ------------ | ---------------------- | ------ | -------- | ----------------------------------------------------------------------- |
| 桃璃 美夢   | とうり みゆ     | みゆゆん     | 1999年11月20日（25歳） | 不明   | 千葉県   | 2018年6月9日脱退                                                        |
| 矢吹 愛     | やぶき あい     | あいあい     | 1998年12月18日（26歳） |        | 神奈川県 | 2018年11月14日脱退                                                      |
| 水川 優     | みずかわ ゆう   | ゆうきゃん   | 11月8日(年齢非公開)    | O型    | 長野県   | 2018年11月15日脱退                                                      |
| 桜羽 那奈   | さくらばなな    | ななちん     | 1月4日(年齢非公開)     | A型    | 兵庫県   | 2019年3月7日卒業                                                        |
| 橘 はるか   | たちばな はるか | はるる       | 1996年5月3日（29歳）   | AB型   | 埼玉県   | サポートメンバー・2018年7月1日〜2019年3月7日                            |
| 木花 萌     | このはな もえ   | もえぽん     | 2月10日(年齢非公開)    | A型    | 静岡県   | 候補生・2019年4月18日活動終了                                           |
| 吉野 ひかり | よしのひかり    | ひかり       | 3月1日(年齢非公開)     |        | 東京都   | 候補生・2019年4月18日活動終了                                           |
| 成瀬 かこ   | なるせ かこ     | かこたん     | 1997年8月31日（27歳）  | B型    | 兵庫県   | 候補生・2020年1月23日活動終了                                           |
| 有沢 美亜   | ありさわ みあ   | みぁーみぁー | 1996年6月23日（28歳）  | AB型   | 埼玉県   | 2020年2月2日卒業 2024年8月「有沢美矢」に改名しRURUDiAメンバーとして活動 |
| 月美 たまご | つきみ たまご   | たまご       | 1月6日(年齢非公開)     | A型    |          | 2021年9月6日脱退                                                        |
| 橋本 りん   | はしもと りん   | りんちゃん   | 3月8日(年齢非公開)     | A型    | 福島県   | 候補生・2021年9月6日活動終了                                            |
| 星野 白花   | ほしの しろか   | しろちゃん   | 1994年4月26日（31歳）  | B型    | 埼玉県   | 2021年12月12日卒業、サポートメンバー・2021年12月13日～12月30日          |
| 芹野 梓桜   | せりの あずさ   | あずにゃん   | 1996年4月30日（29歳）  | B型    | 東京都   | 候補生・2021年12月30日活動終了                                          |
| 森咲 ひなの | もりさき ひなの | ひなぴ       | 9月22日(年齢非公開)    | B型    | 神奈川県 | 2022年12月31日脱退                                                      |

### 変遷
| 期間                            | 活動メンバー                                                                 | 候補生                                     |
| ------------------------------- | ---------------------------------------------------------------------------- | ------------------------------------------ |
| 結成当初 - 2018年6月9日         | 有沢美亜、星野白花、水川優、桜羽那奈、矢吹愛、桃璃美夢                       |                                            |
| 2018年6月10日                   | 有沢美亜、星野白花、水川優、桜羽那奈、矢吹愛                                 |                                            |
| 2018年6月15日 - 2015年6月17日   | 有沢美亜、星野白花、水川優(休業)、桜羽那奈、矢吹愛                           | 咲舞のどか、花宮ことり、木花萌、吉野ひかり |
| 2018年6月20日 - 2018年7月4日    | 有沢美亜、星野白花、水川優(休業)、桜羽那奈、矢吹愛(休業)                     | 咲舞のどか、花宮ことり、木花萌、吉野ひかり |
| 2018年7月7日 - 2018年11月11日   | 有沢美亜、星野白花、水川優(休業)、桜羽那奈、矢吹愛(休業)、橘はるか(サポート) | 咲舞のどか、花宮ことり、木花萌、吉野ひかり |
| 2018年11月16日 - 2019年3月7日   | 有沢美亜、星野白花、桜羽那奈、橘はるか(サポート)                             | 咲舞のどか、花宮ことり、木花萌、吉野ひかり |
| 2019年3月9日 - 2019年3月17日    | 有沢美亜、星野白花                                                           | 咲舞のどか、花宮ことり、木花萌、吉野ひかり |
| 2019年3月21日 - 2019年4月18日   | 有沢美亜、星野白花、咲舞のどか、花宮ことり                                   | 木花萌、吉野ひかり                         |
| 2019年4月27日 - 2020年1月23日   | 有沢美亜、星野白花、咲舞のどか、花宮ことり                                   | 月美たまご、成瀬かこ、榎本佳純             |
| 2020年1月23日 - 2020年2月2日    | 有沢美亜、星野白花、咲舞のどか、花宮ことり、月美たまご、榎本佳純             |                                            |
| 2020年2月6日 - 2020年11月27日   | 星野白花、咲舞のどか、花宮ことり、月美たまご、榎本佳純                       |                                            |
| 2020年11月28日 - 2020年12月19日 | 星野白花、咲舞のどか、花宮ことり、月美たまご、榎本佳純（活動休止）           |                                            |
| 2020年12月20日 - 2021年3月19日  | 星野白花、咲舞のどか、花宮ことり、月美たまご、榎本佳純（謹慎）               | 芹野梓桜、橋本りん                         |
| 2021年3月20日 - 2021年8月12日   | 星野白花、咲舞のどか、花宮ことり、月美たまご、榎本佳純                       | 芹野梓桜、橋本りん                         |
| 2021年8月13日 - 2021年9月4日    | 星野白花、咲舞のどか、花宮ことり、月美たまご、榎本佳純                       | 芹野梓桜、橋本りん、三戸りりか             |
| 2021年9月6日 - 2021年12月12日   | 星野白花、咲舞のどか、花宮ことり、榎本佳純                                   | 芹野梓桜、三戸りりか                       |
| 2021年12月13日 - 2021年12月30日 | 咲舞のどか、花宮ことり、榎本佳純、星野白花(サポート)                         | 芹野梓桜、三戸りりか                       |
| 2021年12月31日 - 2022年1月18日  | 咲舞のどか、花宮ことり、榎本佳純                                             | 三戸りりか                                 |
| 2022年1月18日 - 2022年2月11日   | 咲舞のどか、花宮ことり、榎本佳純、三戸りりか                                 |                                            |
| 2022年2月12日 - 2022年11月7日   | 咲舞のどか、花宮ことり、榎本佳純、三戸りりか、森咲ひなの、伊芸彩             |                                            |
| 2022年11月9日 - 2022年12月31日  | 咲舞のどか、花宮ことり、榎本佳純、三戸りりか、伊芸彩、森咲ひなの（活動休止） |                                            |
| 2023年1月1日 - 2023年6月3日     | 咲舞のどか、花宮ことり、榎本佳純、三戸りりか、伊芸彩                         |                                            |

## 作品

### シングル
| #   | 発売日        | タイトル       | 規格品番                          | カップリング曲            | 順位                                |
| --- | ------------- | -------------- | --------------------------------- | ------------------------- | ----------------------------------- |
| 1st | 2019年9月17日 | スターマイン   | ARJ-1055(Type-A)                  | Shooting Star             | ウイークリー11位（2019年9月30日付） |
| 1st | 2019年9月17日 | スターマイン   | ARJ-1056(Type-B)                  | Ruby                      | ウイークリー11位（2019年9月30日付） |
| 1st | 2019年9月17日 | スターマイン   | ARJ-1057(Type-C)                  | 嘘つきアンスリウム        | ウイークリー11位（2019年9月30日付） |
| 2nd | 2020年5月12日 | 黎明solidarity | ARJ-1062(Type-A)                  | Platonic                  | ウイークリー3位（2020年5月25日付）  |
| 2nd | 2020年5月12日 | 黎明solidarity | ARJ-1063(Type-B)                  | 君と僕のJEWEL             | ウイークリー3位（2020年5月25日付）  |
| 2nd | 2020年5月12日 | 黎明solidarity | ARJ-1064(Type-C)                  | Royal Red Queen           | ウイークリー3位（2020年5月25日付）  |
| 3rd | 2021年6月29日 | マイセオリー   | ARJ-1071(Type-A)                  | ヘブンズアンセム          | ウイークリー7位（2021年7月12日付）  |
| 3rd | 2021年6月29日 | マイセオリー   | ARJ-1072(Type-B)                  | ダイキライレンズ          | ウイークリー7位（2021年7月12日付）  |
| 3rd | 2021年6月29日 | マイセオリー   | ARJ-1073(Type-C)                  | いつかのストラグル        | ウイークリー7位（2021年7月12日付）  |
| 4th | 2023年4月25日 | Heart in Blue  | ARJ-1080(Type-A) ARJ-1081(Type-B) | One&Only 思い出のルージュ | ウイークリー8位（2023年5月8日付）   |

### オリジナル曲
| #  | タイトル             | 初披露日       | 楽曲制作者                                                                                     |
| -- | -------------------- | -------------- | ---------------------------------------------------------------------------------------------- |
| 1  | 思い出のルージュ     | 2018年6月15日  | 作詞作曲:タニヤマ ヒロアキ                                                                     |
| 2  | 嘘つきアンスリウム   | 2018年8月19日  | 作詞:まい、作曲編曲:CHEEBOW                                                                    |
| 3  | 私なりの恋愛至上主義 | 2018年12月2日  | 作詞作曲:SHUN                                                                                  |
| 4  | Shooting Star        | 2019年4月27日  | 作詞:大柳 ルミ子、作曲編曲:SAIKI・表 誠治                                                      |
| 5  | スターマイン         | 2019年4月27日  | 作詞:杉坂 天汰、作曲:大鹿 大輝・ツカダ タカシゲ、編曲:ツカダ タカシゲ Guitar:青木 岳暁         |
| 6  | RUBY                 | 2019年6月27日  | 作詞:nobara Kaede、作曲編曲:ながい たつ、Guitar, Bass:加藤 晴信                                |
| 7  | いくぞ革命GIRL       | 2019年8月17日  |                                                                                                |
| 8  | 君と僕のJEWEL        | 2019年8月17日  | 作詞・作曲：萩 龍一                                                                            |
| 9  | A♡                   | 2019年11月16日 |                                                                                                |
| 10 | Platonic             | 2019年12月15日 | 作詞：VaChee（Wee's）、作曲：VaChee（Wee's）遠山ダイスケ（Wee's）、編曲：遠山ダイスケ（Wee's） |
| 11 | Royal Red Queen      | 2019年12月15日 | 作詞:菊池 諒、作曲:TSUβASA、編曲:TSUβASA/Takuya                                                |
| 12 | 黎明solidarity       | 2020年3月5日   | 作詞:mimimy、作曲編曲:J.K≒3.0                                                                  |
| 13 | いつかのストラグル   | 2020年10月10日 | 作詞:MINA KITAJIMA、作曲編曲:Ｍ＄Ｈ＄Ｙ                                                        |
| 14 | ヘブンズアンセム     | 2020年12月20日 | 作詞:nobara kaede、作曲:ツカダタカシゲ、大鹿大輝、編曲:ツカダタカシゲ                          |
| 15 | ダイキライレンズ     | 2020年12月20日 | 作詞:杉坂 天汰、作曲編曲:芝山 武憲                                                             |
| 16 | マイセオリー         | 2021年4月25日  | 作詞:Kurio、作曲:上杉悟、ツカダタカシゲ、編曲:ツカダタカシゲ                                   |
| 17 | Heart in Blue        | 2023年2月11日  | 作詞:Grace Tone、作曲:油布賢一a.k.a KENNY、Hidetoshi Kato                                      |
| 18 | One&Only             | 2023年2月22日  | 作詞作曲:タニヤマ ヒロアキ                                                                     |

### カバー曲
| 初披露日       | タイトル                            | アーティスト       |
| -------------- | ----------------------------------- | ------------------ |
| 2017年12月8日  | Jewel                               | Jewel☆Neige        |
| 2017年12月8日  | ☆U☆                                 | 愛乙女☆DOLL        |
| 2017年12月15日 | ミラクル☆エレメンツ                 | Doll☆Elements      |
| 2017年12月15日 | GO!! MY WISH!!                      | 愛乙女☆DOLL        |
| 2018年1月11日  | 壊して、純情                        | 愛乙女☆DOLL        |
| 2018年2月1日   | You are a star!                     | Luce Twinkle Wink☆ |
| 2018年2月11日  | ビターチョコ・バレンタイン          | 愛乙女☆DOLL        |
| 2018年2月18日  | 流れ星                              | 愛乙女☆DOLL        |
| 2018年3月1日   | 恋愛☆下克上！                       | Ange☆Reve          |
| 2018年4月5日   | 君とゆびきり                        | 愛乙女☆DOLL        |
| 2018年4月7日   | Lovely Days                         | 愛乙女☆DOLL        |
| 2018年8月4日   | 超絶☆はっぴー！じぇねれーしょんっ！ | Jewel☆Neige        |
| 2018年11月22日 | 虹を見たか                          | 愛乙女☆DOLL        |
| 2018年12月22日 | クリスマス･サイレンナイト           | (ArcJewel曲)       |
| 2019年6月23日  | Bargain Girl                        | 愛乙女☆DOLL        |

 ＡＪ全員曲 
- シンガロンソン（2020年1月5日「ArcJewel Beat!! 2020～Zeppで夢のAJ祭～」で初披露）

### 映像作品
| 発売日         | タイトル                         | 形態 |
| -------------- | -------------------------------- | ---- |
| 2019年12月15日 | Jewel☆Rouge 1st&2nd One-Man Live | DVD  |

## ライブ・イベント

### ワンマンライブ
| 公演日         | 公演名                                                                      | 会場              | 備考 |
| -------------- | --------------------------------------------------------------------------- | ----------------- | --- |
| 2018年12月2日  | Jewel☆Rouge 1stAnniversary LIVE～毎日ちょっとずつだけ昨日の私を越えていく～ | TSUTAYA O-Crest   | １周年記念ライブ。新衣装、新曲「私なりの恋愛至上主義」初披露                                                       |
| 2019年8月17日  | Jewel☆Rouge 1stワンマンLIVE【灼熱アンスリウム】                             | 東京キネマ倶楽部  | 1stワンマンライブ。新衣装、新曲「いくぞ革命GIRL」「君と僕のJEWEL」初披露                                           |
| 2019年12月15日 | Jewel☆Rouge 2ndワンマンLIVE【Royal Red Queen-赤の王道-】                    | 白金高輪SELENE b2 | 2ndワンマンライブ。新衣装、新曲「Platonic」「Royal Red Queen」初披露                                               |
| 2020年12月20日 | Jewel☆Rouge 3rd Anniversary ～Imperial Red～                                | 浅草花劇場        | ３周年記念ライブ。新SE、新衣装、新曲「ヘブンズアンセム」「ダイキライレンズ」初披露。新メンバー芹野、橋本をお披露目 |
| 2021年12月12日 | Jewel☆Rouge 4th Anniversary＆星野白花卒業ライブ～思い出のルージュ～         | harevutai         | ４周年記念ライブ。星野の卒業衣装を榎本が製作                                                                       |
| 2022年12月3日  | Jewel☆Rouge 5周年記念LIVE-Red Gaillardia-                                   | harevutai         | ５周年記念ライブ。新衣装お披露目                                                                                   |
| 2023年6月3日   | Jewel☆Rouge現体制Last LIVE＆花宮ことり・榎本佳純卒業公演 -One & Only-       | GOTANDA G7        | 現体制ラストライブ。                                                                                               |

### 定期公演・単独公演
| 公演日  | 公演名                            | 会場       | 備考   |
| 2024年  | 2024年                            | 2024年     | 2024年 |
| ------- | --------------------------------- | ---------- | ------ |
| 3月16日 | Jewel☆Rouge 1日限りの復活LIVE！！ | GOTANDA G7 |        |

## 出演

### テレビ
- IDOL♡アカデミー(K・U・T )ノ爆 (kawaiianTV)

#55 (2018年6月6日)、#82 (2019年7月17日)
- この指と～まれ！season2 (2018年6月30日、フジテレビ) - 6月16日のTIFメイン争奪LIVEの模様
- 大谷ノブ彦 あなたの好きを聞かせて #4 (2018年10月19日、kawaiianTV) - ゲスト出演：橘
- 月刊 アニ愛でるTV! plus (2019年5月28日、kawaiianTV forひかりTV) - ゲスト出演：有沢
- MIRAI系アイドルTV (TOKYO MX)

2019年7月17日・24日 - ゲスト出演：有沢、星野
2021年8月19日・26日 - MIRAI系ドッジボール選手権：星野・咲舞・榎本
2021年9月1日 - Jewel☆Rouge特集
2022年7月27日・8月日 - アイドルだらけのボーリング大会：花宮・榎本・三戸
2022年8月3日 - Jewel☆Rouge特集
2022年8月24日 - MIRAI系アイドルSPライブ #04

### ラジオ
- 『アイドルジェネレーション』(ラジオNIKKEI第1)

2018年1月27日 - 有沢・星野・桜羽出演、1月8日「vol.51 in Zepp Tokyo ～2018年あけおめSP!！～」のライブ音源
2018年5月26日 -5月3日「vol.52～橘はるかバースデーSP～ in 東京キネマ倶楽部」のライブ音源
2018年7月28日 -ゲスト出演、6月23日「vol.53 in Zepp Tokyo ~Rainbow Refrain~」のライブ音源
2018年10月27日 -9月22日「vol.54 ～September Symphonies～ in Zepp Tokyo」のライブ音源
2019年1月26日 - 有沢・星野・咲舞出演、1月6日「vol.55vol.55～2019年あけおめ!!＆太田里織菜バースデーSP!!～ in Zepp Tokyo」のライブ音源
2019年7月13日 - 星野・咲舞・榎本出演
2019年12月14日 - 咲舞・月美・成瀬出演
2020年3月13日 - 咲舞・月美・榎本出演
2020年5月8日 - 咲舞・花宮・月美・榎本出演
2020年11月27日 - 花宮・榎本出演
2021年1月8日 -月美出演
2021年4月9日 - 星野・芹野・橋本出演
2021年5月14日 - 榎本（AJ祭実行委員）出演
2021年6月25日 - 咲舞・榎本出演
2021年12月10日 - 星野・三戸出演
2022年2月11日 - 三戸出演
2022年3月11日 - 森咲・伊芸出演
2022年6月10日 - 花宮・咲舞出演
2022年6月24日 - 榎本出演
2022年7月22日 - 咲舞出演
2022年11月25日 - 咲舞・伊芸出演
2022年12月9日 - 榎本出演
2023年2月24日 - 伊芸出演
2023年4月14日 - 咲舞・三戸出演
- 『かなみんジャンプRadio♪』(FM NACK5)

2018年12月24日 - ゲスト出演
2019年1月20日、1月27日 - 有沢・星野出演
2020年3月13日 - 咲舞・月見・榎本出演

### ライブ動画配信
SHOWROOM配信
- 代打配信　Jewel☆RougeのLovelyshowroom（2018年5月3日)
- Jewel☆RougeのSHOWROOM（2018年6月4日-星野・桜羽、2018年6月11日 - 有沢・矢吹）
- ＠JAM応援宣言！「＠JAM THE WORLD」

2019年4月29日 - ゲストナビゲーター
2019年7月15日 - ゲストナビゲーター
- 代打配信　Jewel☆RougeのLovelyshowroom（2019年5月2日)
- Jewel☆RougeのSHOWROOM（2019年6月6日) - Jewel☆Rouge1stワンマンライブ開催決定の発表
- TIF2019出演争奪！Road to TIF2019〜LAST CHANCE〜 Cブロック (2019年6月24日～6月29日予選、7月1日〜7月6日決勝)
- Jewel☆RougeのSHOWROOM (2019年7月12日〜8月16日、毎週金曜日) - 1stワンマン灼熱アンスリウム開催までの期間限定
- 「飛べる！Jewel Beat!!」振替企画SHOWROOM配信「電波で飛ばす！Jewel Beat!!」（2019年10月13日）- 星野、花宮、咲舞
- Jewel☆RougeのSHOWROOM特別編『AJ祭』（2019年11月24日)
- 黎明solidarityリリイベ感謝配信（2020年5月19日)  - オリコンウィークリーランキング３位獲得を発表
- Jewel☆Rougeツイキャスプレミア配信（2020年5月30日) - トーク配信、星野は電話出演
- ＡＪ祭リレー配信（AJグループメンバー個人ルーム）- 2020年6月5日咲舞、6日星野、7日花宮、8日月美、9日榎本
- Jewel☆Rouge グループ配信 - 2023年2月10日から5月12日の隔週 第2、第4金曜日

ニコニコ生放送
- TOKYO IDOL リハーサル中 (2018年8月2日）- MC：はなしょー
- TOKYO IDOL 発掘中！〜TIF2018・DAY３〜  (2018年8月5日）- 星野・桜羽、MC：26時のマスカレイド
- TGIF2019開催直前SP （2019年7月26日）- 花宮
- TIFチャンネル「あいサクッ！」（2019年12月13日）- 花宮

### 雑誌
- MARQUEE Vol.125 (2018年2月10日、マーキー・インコーポレイティド)
- アサ芸Secret!vol.53（2018年8月4日、徳間書店) - 星野
- IDOL FILE vol.16 BIKINI (2019年6月28日、ロックスエンタテイメント) - 花宮
- MARQUEE Vol.134 (2019年8月10日、マーキー・インコーポレイティド) - インタビュー 全員、星野
- あきかる No.33（2019年9月1日発行）- 右開きの表紙 星野 [103]
- あきかる No.35（2019年12月28日発行）- ファッションチェック 星野 [104]
- あきかる No.36（2020年3月1日発行）- 秋葉原流メイク術コーナー 星野 [105]
- MARQUEE Vol.138 (2020年4月15日、マーキー・インコーポレイティド) - インタビュー
- あきかる No.37（2020年5月1日発行）- ToAliceとのタイアップページ 星野 [106]
- あきかる No.38（2020年7月1日発行）- ファッションチェック、もしもシリーズのコーナー 星野  [107]
- あきかる No.40（2020年11月1日発行）- 星野 [108]
- あきかる No.41（2021年1月1日発行）- LISTEN FLAVORさんとのタイアップページ 星野 [109]
- あきかる No.42（2021年3月1日発行）- HITOMIの"秋葉原流メイク術" 星野 [110]
- BUBKA (ブブカ) 2022年6月号（2022年4月30日発売、白夜書房） - 榎本
- BUBKA (ブブカ) 2022年8月号（2022年6月30日発売、白夜書房） - 三戸
- BUBKA (ブブカ) 2022年11月号（2022年9月30日発売、白夜書房） - 三戸
- BUBKA (ブブカ) 2023年1月号（2022年11月30日発売、白夜書房） - 花宮・三戸
- BUBKA (ブブカ) 2023年5月号（2022年3月31日発売、白夜書房） - 三戸・伊芸

## Lapin♡Tiara （スピンオフユニット）
星野白花、花宮ことり、有沢美亜の３人によるスピンオフユニット。略称は #らぱんてぃ。
2018年10月27日のブロマイド公演で、星野と花宮が他のメンバーと違うへそ出しクマ衣装だったことから、ＭＣトークの時に「チーム脱ぎたがりで〜す！新メンバー募集中」のコメントが盛り上がり、その後新メンバーとして有沢が加入し、2019年4月4日の木曜定期公演 vol.32で、チーム脱ぎたがりをLapin♡Tiara (ラパンティアラ)というユニット名に改名し、初披露。 
2019年8月30日にTwitter公式アカウント開設し、10月27日「らぱんてぃワンコインライブ」にて新衣装とオリジナル曲「Love♡Dreaming」「ペロペロChuChuChuキャンディー」を初披露。
有沢の卒業により2020年2月16日「Jewel Beat!!2020～よみうりランドでバレンタイン～」から星野、花宮２人体制となる。
2021年9月18日「AJ祭大成功記念!! ArcJewel 10周年感謝の1000円ライブ 」にて新メンバー三戸が加入。
2023年5月31日「Lapin♡Tiara Last Live」にて活動終了。
オリジナル曲 
| # | タイトル                      | 初披露日       |
| - | ----------------------------- | -------------- |
| 1 | Love♡Dreaming                 | 2019年10月28日 |
| 2 | ペロペロChuChuChuキャンディー | 2019年10月28日 |

イベント